# Lazăr Sfera
Lazăr Sfera (Végszentmihály, 1909. április 29. – 1992. augusztus 24.), román válogatott labdarúgó.
A román válogatott tagjaként részt vett az 1934-es és az 1938-as világbajnokságon.

## Sikerei, díjai
Venus București
- Román bajnok (3): 1937, 1939, 1940